# Patrik Niklas-Salminen
Patrik Niklas-Salminen (Tampere, 5 marzo 1997) è un tennista finlandese.
Specialista del doppio, ha raggiunto una finale nel circuito ATP e ha vinto diversi tornei nei circuiti minori. Il suo miglior ranking ATP è stato il 95º posto dell'aprile 2023. Ha fatto il suo esordio nella squadra finlandese di Coppa Davis nel 2016. Dal 2022 gioca esclusivamente in doppio.

## Carriera

### 2012-2017, inizi tra i professionisti e primi titoli ITF
Fa le sue prime rare apparizioni tra i professionisti tra il 2012 e il 2014, entrando solo alcune volte nei tabelloni principali del circuito ITF. Inizia a giocare con continuità nel 2015 e a luglio fa il suo esordio con una wild-card in un tabellone dell'ATP Challenger Tour sia in singolare che in doppio al Tampere Open, raggiunge la sua prima finale nel torneo di doppio assieme a Harri Heliövaara e vengono sconfitti dopo due tie-break da André Ghem / Tristan Lamasine. Gioca in prevalenza nel circuito ITF e nel luglio 2016 fa il suo esordio in Coppa Davis in occasione della sfida persa 3-2 contro la Danimarca, viene schierato solo in doppio con Jarkko Nieminen e vengono sconfitti al quinto set. A ottobre alza il primo trofeo da professionista vincendo in doppio al torneo ITF Chinese Taipei F2. Nel gennaio 2017 vince i primi incontri in Coppa Davis, uno in singolare e uno in doppio, nella sfida persa 3-2 contro la Georgia. Verso fine stagione si aggiudica tre titoli ITF consecutivi in doppio.

### 2018-2022, primi titoli Challenger e 143º nel ranking
Conferma di essere più competitivo in doppio anche nel 2018 vincendo 7 tornei ITF e a luglio entra per la prima volta nella top 300, mentre in singolare vince il suo unico titolo a maggio all'ITF China F6. Continua a giocare raramente nei Challenger e nel marzo 2019 vince il primo titolo in questa categoria a Playford assieme a Harri Heliövaara, con la vittoria in tre set in finale contro Ruben Gonzales / Evan King. Vince 4 tornei ITF tra il 2019 e il 2021, verso la fine di quell'anno inizia a giocare più spesso nei Challenger e vince il suo secondo torneo di categoria nel marzo 2022 a Lilla in coppia con Viktor Durasovic. A maggio vince l'ultimo torneo ITF, il mese dopo abbandona la categoria dopo aver vinto 15 titoli in doppio e 1 in singolare. A luglio perde due finali Challenger consecutive a Tampere e al Challenger 125 di Zugo ed entra nella top 200 del ranking. A ottobre vince l'Ismaning Challenger in coppia con Michael Geerts e chiude la stagione con il nuovo best ranking alla 143ª posizione mondiale.

### 2023, prima semifinale ATP e top 100
Continua l'ascesa in classifica nella prima parte del 2023, a gennaio perde i Challenger di Oeiras II e Tenerife 1 e a febbraio debutta con una sconfitta nel circuito ATP assieme a Emil Ruusuvuori a Montpellier. Si riscatta subito dopo vincendo il Bahrain Challenger con Bart Stevens. La settimana successiva vince il suo primo incontro nel circuito maggiore al Qatar Open eliminando con Ruusuvuori le teste di serie nº 1 Nikola Mektić / Mate Pavić, vincono anche l'incontro successivo e perdono al terzo set in semifinale contro Constant Lestienne / Botic van de Zandschulp. Con questo risultato Niklas-Salminen entra per prima volta nella top 100, al 98º posto. Nel periodo successivo perde con Stevens le finali Challenger di Saint-Brieuc e Madrid e sale al 95º. Rimane inattivo due mesi da maggio a luglio e dopo il rientro esce dalla top 100. Nella seconda parte della stagione disputa due semifinali Challenger e i quarti di finale all'ATP di Stoccolma.

### 2024, prima finale ATP
Disputa tre semifinali Challenger nei primi tre tornei disputati in stagione. A febbraio raggiunge a Marsiglia assieme a Ruusuvuori la sua prima finale ATP e vengono sconfitti da Tomáš Macháč / Zhang Zhizhen con il punteggio di 3-6, 4-6. Nel periodo successivo perde le finali Challenger di Manama in coppia con Vasil Kirkov, di Amburgo con Karol Drzewiecki e di Canton con Nam Ji-sung. Torna a vincere un titolo dopo oltre un anno al Challenger di Vicenza assieme a Vladyslav Manafov ed esce in semifinale assieme a Nam Ji-sung nei successivi tre Challenger. A luglio perde la finale al Modena Challenger in coppia con Andre Begemann e resta inattivo nei due mesi successivi. Dopo il rientro a settembre raggiunge la semifinale al Tali Open. Nella seconda parte della stagione si mantiene a ridosso della top 100.

### 2025, discesa nel ranking
Dopo la semifinale raggiunta al Nonthaburi Challenger all'esordio stagionale, cambia diversi partner e raccoglie soprattutto sconfitte, uscendo a marzo dalla top 150. Raggiunge un'altra semifinale a maggio all'Ostrava Open Challenger e il mese successivo esce dalla top 200. Ad agosto torna disputare una finale Challenger dopo oltre un anno a Sofia e la perde in coppia con lo slovacco Miloš Karol.

## Statistiche

### Doppio

#### Finali perse (1)
| Legenda              |
| -------------------- |
| Grand Slam (0)       |
| ATP Finals (0)       |
| ATP Masters 1000 (0) |
| ATP Tour 500 (0)     |
| ATP Tour 250 (1)     |

| N. | Data             | Torneo             | Superficie  | Compagno        | Avversari in finale        | Punteggio |
| 1. | 11 febbraio 2024 | Open 13, Marsiglia | Cemento (i) | Emil Ruusuvuori | Tomáš Macháč Zhang Zhizhen | 3-6, 4-6  |

### Tornei minori

#### Singolare

##### Vittorie (1)
| Legenda tornei minori |
| Challenger (0)        |
| ITF (1)               |

#### Doppio

##### Vittorie (20)
| Legenda tornei minori |
| Challenger (5)        |
| ITF (15)              |

| N. | Data             | Torneo                                   | Superficie  | Compagno          | Avversari in finale                    | Punteggio           |
| 1. | 10 marzo 2019    | City of Playford International, Playford | Cemento     | Harri Heliövaara  | Ruben Gonzales Evan King               | 6-4, 6(4)-7, [10-7] |
| 2. | 26 marzo 2022    | Play In Challenger, Lilla                | Cemento (i) | Viktor Durasovic  | Jonathan Eysseric Quentin Halys        | 7-5, 7-6(1)         |
| 3. | 15 ottobre 2022  | Ismaning Challenger, Ismaning            | Sintetico   | Michael Geerts    | Fabian Fallert Hendrik Jebens          | 7-6(5), 7-6(8)      |
| 4. | 18 febbraio 2023 | Bahrain Challenger, Manama               | Cemento     | Bart Stevens      | Ruben Gonzales Fernando Romboli        | 6-3, 6-4            |
| 5. | 1 giugno 2024    | Internazionali Città di Vicenza, Vicenza | Terra rossa | Vladyslav Manafov | Andre Begemann Niki Kaliyanda Poonacha | 6-3, 6-4            |

##### Finali perse (14)
| Legenda tornei minori |
| Challenger (11)       |
| ITF (3)               |

| N.  | Data             | Torneo                                | Superficie  | Compagno         | Avversari in finale                     | Punteggio           |
| 1.  | 25 luglio 2015   | Tampere Open, Tampere                 | Terra rossa | Harri Heliövaara | André Ghem Tristan Lamasine             | 6(5)-7, 6(4)-7      |
| 2.  | 23 luglio 2022   | Tampere Open, Tampere                 | Terra rossa | Karol Drzewiecki | Alexander Erler Lucas Miedler           | 6(3)-7, 1-6         |
| 3.  | 30 luglio 2022   | Zug Open, Zugo                        | Terra rossa | Karol Drzewiecki | Zdeněk Kolář Adam Pavlásek              | 3-6, 5-7            |
| 4.  | 14 gennaio 2023  | Oeiras Indoors II, Oeiras             | Cemento (i) | Bart Stevens     | Sander Arends David Pel                 | 3-6, 6(3)-7         |
| 5.  | 21 gennaio 2023  | Tenerife Challenger I, Tenerife       | Cemento     | Bart Stevens     | Victor Vlad Cornea Sergio Martos Gornés | 3-6, 4-6            |
| 6.  | 25 marzo 2023    | Saint-Brieuc Challenger, Saint-Brieuc | Cemento (i) | Bart Stevens     | Dan Added Albano Olivetti               | 6-4, 6(7)-7, [6-10] |
| 7.  | 15 aprile 2023   | Open Comunidad de Madrid, Madrid      | Terra rossa | Bart Stevens     | Ivan Liutarevich Vladyslav Manafov      | 4-6, 4-6            |
| 8.  | 17 febbraio 2024 | Bahrain Challenger, Manama            | Cemento     | Vasil Kirkov     | Sergio Martos Gornés Petros Tsitsipas   | 6-3, 3-6, [8-10]    |
| 9.  | 16 marzo 2024    | Hamburg Challenger, Amburgo           | Cemento (i) | Karol Drzewiecki | Mattia Bellucci Rémy Bertola            | 4-6, 5-7            |
| 10. | 4 maggio 2024    | ATP Challenger Guangzhou, Canton      | Cemento     | Nam Ji-sung      | Blake Ellis Tristan Schoolkate          | 2-6, 7-6(4), [4-10] |
| 11. | 7 luglio 2024    | Modena Challenger, Modena             | Terra rossa | Andre Begemann   | Jonathan Eysseric George Goldhoff       | 3-6, 6-3, [8-10]    |
| 12. | 16 agosto 2026   | Sofia Challenger,Sofia                | Terra rossa | Miloš Karol      | Stefan Latinović Marat Sharipov         | 3-6, 6-2, [11-13]   |